# Microporella umbonata
Microporella umbonata är en mossdjursart som beskrevs av Walter Douglas Hincks 1883. Microporella umbonata ingår i släktet Microporella och familjen Microporellidae. Inga underarter finns listade i Catalogue of Life.